# 啟聯資源中心
啟聯資源中心（英語：Co-operative Resources Centre），是香港親英保守派一個已解散的政黨。啟聯資源中心由立法局首席非官守議員李鵬飛領導，在1991年12月12日由21個委任或功能組別間接選舉議員組成的政黨。啟聯資源中心組黨後，旋即成為香港立法局中最大的保守派力量，與當時正在崛起、於1991年立法局選舉中大獲全勝的香港民主同盟對峙。在1993年，啟聯資源中心改組成自由黨。而啟聯資源中心佔據立法機關三分一，即21個議席的紀錄，至今仍未有政黨能打破。

## 歷史

### 創立
1991年立法局選舉是香港首場意義上擁有全民投票部分的選舉，民主派政黨香港民主同盟於該屆選舉一共獲得14個議席，成為立法局第一大黨。
當時，立法局一群透過港督委任或功能組別選舉當選的保守派精英皆對港同盟的出現表示厭惡。當時有四個亦同時被委任為行政局議員的保守派立法局議員，分別為李鵬飛、周梁淑怡、范徐麗泰及何承天。
為了抑制民主勢力威脅香港政府的施政和影響公眾對港澳未來信心，21個保守派議員聯合組成啟聯資源中心，一個以智庫、研究組及智囊團式運作的政黨。
在李鵬飛、潘國濂、周梁淑怡、張鑑泉等委任議員中的帶領下，12個間選或委任議員、8個直選議員組成啟聯資源中心。作為組織的召集人，李鵬飛辭去行政局的職務，以避免產生利益衝突嫌疑。1992年1月，啟聯資源中心出版一份聲明，說明會員須同意啟聯資源中心不是一個政黨；但而是一個政治實體，去服務香港市民，使香港變得更好。

### 會籍轉變
1992年7月，兩個創辦人黃秉槐和鄭海泉退出中心。同年10月7日，行政局表示願意集體辭職，配合港督彭定康提議的行政、立法分家。於是啟聯的四名主要成員李鵬飛、范徐麗泰、周梁淑怡與何承天失去行政局議員資格。同時麥列菲菲因被委任為行政局議員而退出中心，而范徐麗泰則辭去所有局的職務。

### 變成自由黨
1992年中，啟聯資源中心設立小組建議組成政黨參政，中心有向外招收成員，例如香港工商專業聯會的150名專業工商界會員、吞併香港自由民主聯會僅有的三個立法局議員、以及代表新界的鄉議局人員等。
1993年3月31日，經過18個月的生命期後，啟聯資源中心結束其使命。14個原籍啟聯資源中心的立法局議員在自由黨正式成立的1993年6月6日加入。

## 成員名單
召集人
- 李鵬飛

## 黨鞭
- 霍德

立法局議員
| - 李鵬飛 - 張鑑泉 - 周梁淑怡 - 范徐麗泰 - 倪少傑 - 劉皇發 - 何承天 | - 夏佳理 - 林貝聿嘉 - 劉健儀 - 劉華森 - 黃秉槐 - 鄭海泉 - 黃匡源 | - 鄭慕智 - 林鉅津 - 梁錦濠 - 潘國濂 - 麥列菲菲 - 唐英年 - 楊孝華 |

市政局及區域市政局議員
- 梁錦濠
- 劉皇發

區議會區議員
- 林貝聿嘉（灣仔區）
- 劉皇發（屯門區）

鄉議局
- 劉皇發